# Kammerwetzdorf
Kammerwetzdorf ist ein Gemeindeteil von Büchlberg im niederbayerischen Landkreis Passau. Es handelt sich um ein Dorf mit 59 Einwohnern. Bis 1949 gehörte der Ort zur Gemeinde Donauwetzdorf.